# Bathydraco macrolepis
Bathydraco macrolepis är en fiskart som beskrevs av Boulenger, 1907. Bathydraco macrolepis ingår i släktet Bathydraco och familjen Bathydraconidae. Inga underarter finns listade.